# Denis Dominique Cardonne
Pour les articles homonymes, voir Cardonne.
Denis Dominique Cardonne, né à Paris le 23 mars 1721 et mort le 25 décembre 1783, est un orientaliste et traducteur français,

## Biographie
Il est emmené à l'âge de neuf ans à Constantinople où il séjourne pendant vingt ans pour étudier à l'École des jeunes de langues,. De retour en France, il devient secrétaire-interprète du roi pour les langues orientales, censeur royal et inspecteur de la librairie. Nommé professeur au Collège royal, il est titulaire de la chaire de turc et de persan de 1750 à sa mort. 
Il a comme descendants (petits-fils) les orientalistes Desgranges. Les frères : Antoine Jérôme Desgranges (24 décembre 1784 Paris - 1864), jeune de langue à l'École de Paris de novembre 1793 à brumaire an XI ; et Alix Desgranges (1793-1854) professeur de langue turque au Collège de France en 1833 et à l'école des jeunes de langues de Louis Le Grand. Le comte Alix Desgranges est remplacé le 5 avril 1854 par Joseph Matturin Cor au Collège de France. 

## Œuvres
- Histoire de l'Afrique et de l'Espagne sous la domination des Arabes (3 volumes, 1765)

Traductions
- Mélanges de littérature orientale, traduits de différens manuscrits turcs, arabes et persans de la Bibliothèque du Roi, par M. Cardonne (1770)
- Contes et fables indiennes de Bidpaï et de Lokman. Traduites d'Ali Tchelebi-ben-Saleh, auteur turc. Ouvrage commencé par feu M. Galland, continué et fini par M. Cardonne (3 volumes, 1778)
- Extraits des manuscrits arabes dans lesquels il est parlé des événemens historiques relatifs au règne de saint Louis, traduits par M. Cardonne (1819) Texte en ligne